# 死亡率

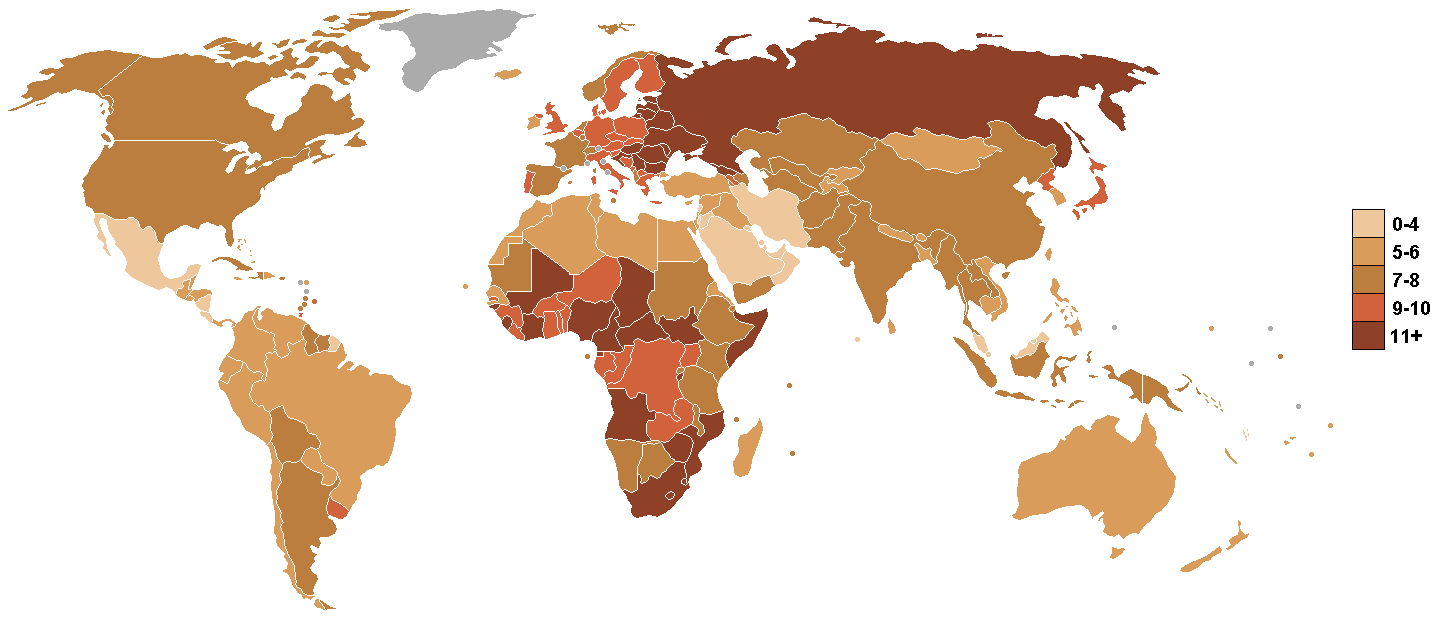
世界各國的死亡率

死亡率通常以每年每一千人為單位來表示；因此在死亡率為9.5的10萬人口中，表示這一人口中每年死去950人。死亡率有別於發病率，發病率是指一定規模的人口在一定時間內罹患該病新增加例數（發病率）。患病率是指一定時間一定規模人群中某病新舊病例總和。
辨別：
1. 粗略死亡率，每1000人的死亡總數。
2. 新生兒死亡率，每1000個出生未滿一個月的嬰兒和胎死（死產兒）的總和。
3. 孕產婦死亡率，每10萬個死於生產過程的死亡人口數。
4. 幼兒死亡（英语：Child mortality）率，每1000個出生小於一歲的死亡人口數。
5. 標準死亡率（英语：Standardized mortality ratio）（SMR）或特定年齡死亡率（英语：Age-specific mortality rate）（ASMR），特定年齡（例如16-65或65以上）中每1000人的死亡總人口數。

死亡率 = 當區當年死亡人數*1000/當區當年年中人口數‰。
死亡率可以得知一個地區的衛生習慣和醫療品質。通常（人口总量不变的情况下）越先進的國家死亡率越低，越落後的國家死亡率則越高。

## 統計
世界年十大死亡原因為：
1. 12.6%局部缺血心臟病
2. 9.7%腦血管疾病
3. 6.8%下呼吸道感染
4. 4.9% HIV/AIDS
5. 4.8%慢性阻塞性肺病
6. 3.2%腹瀉疾病
7. 2.7%結核病
8. 2.2%瘧疾
9. 2.2%呼吸道/支氣管/肺癌
10. 2.1%道路交通事故

发达国家和開發中國家的死亡原因有很大的不同。詳見致死原因及所占比例列表的全球統計。

### 有记录的各国家、地区最高死亡率记录
| 国家或地区                 | 年份   | 死亡率（‰） | 相关事件       | 数据来源       | 主条目       |
| -------------------------- | ------ | ----------- | -------------- | -------------- | ------------ |
| 卢旺达                     | 1994年 | 103.5       | 卢旺达种族灭绝 | 联合国估计     | 卢旺达人口   |
| 柬埔寨                     | 1976年 | 86.6        | 红色高棉大屠杀 | 联合国估计     | 柬埔寨人口   |
| 朝鲜                       | 1950年 | 75.2        | 朝鲜战争       | 联合国估计     | 朝鲜人口     |
| 乌克兰苏维埃社会主义共和国 | 1933年 | 64.8        | 乌克兰大饥荒   |                | 乌克兰人口   |
| 俄罗斯苏维埃社会主义共和国 | 1933年 | 51.0        | 苏联农业集体化 |                | 俄罗斯人口   |
| 中国                       | 1962年 | 25.4        | 三年困难时期   | 中国国家统计局 | 中国大陆人口 |

## 影響死亡率的因素
- 人口年齡
- 性别
  - 婴儿死亡率中，男婴通常高于女婴。中国大陸婴儿死亡率男女性别比则是例外，受重男轻女因素影响，女性比例逐渐高于男性。1981年时，仅浙江、江苏、河南、安徽四省，女婴死亡率偏高。1989年时，19个省区女婴死亡率偏高。比例最为失衡的是山东，男婴为17.38‰，女婴为22.67‰。2000年时，港澳之外的31个省级行政区中，仅黑龙江、西藏、宁夏、新疆4省区的婴儿死亡率性别比处于正常范围。比例最为失衡的是江西，男婴为31.36‰，女婴为78.50‰[2]:163。
- 營養水準
- 飲食和居住所
- 獲取乾淨的飲用水
- 醫療水準
- 傳染病程度
- 暴力犯罪程度
- 衝突
- 醫生數量
- 氣候

## 參閱
- 各國死亡率列表
- 出生率
- 死亡
- 人口學
- 生命期望
- 發病率
- 病死率
- 預後

## 外部連結
- CIA世界概況 - 死亡率 （页面存档备份，存于）
- 來自疾病控制中心的「美國十大死因」 （页面存档备份，存于）
- Edmond Halley，人類死亡率梯度的評論（1693）。 （页面存档备份，存于）
- 以年齡和死因排序的美國死亡率數據（來自Data360）